# نیروگاه ری‌سوت
نیروگاه گازی ری‌سوت عمان (عمان، استان ظفار، شهر صلاله واقع در منطقه ری‌سوت، بهره‌برداری ۲۰ تیر ۱۳۷۸)، یکی از نیروگاه‌های کشور عمان ساخت شرکت مپنا است. این نیروگاه از نوع گازی با ظرفیت تولید ۴۰ مگاوات است.
ساخت این نیروگاه، اولین پروژه بین‌المللی شرکت مپنا بود که از سال ۱۳۷۷ تا ۱۳۷۸ در مدت حدود ۱۰‌ ماه نصب و راه‌اندازی‌‌ شد.
در این پروژه، کارفرما وزارت آب و برق عمان بود.